# بالا سورا
بالا سورا (به ترکی آذربایجانی: Bala Surra) یک منطقه مسکونی در جمهوری آذربایجان است که در شهرستان نفت‌چاله و در دهیاری عرب قارداش بیلی واقع شده‌است.